# Квиток
Квито́к (від сер.-в.-нім. quīt через пол. kwit) — документ встановленої форми, який підтверджує право особи, яка його пред'являє, на отримання послуг, що є предметом професійної діяльності організації, яка випустила в обіг (емітувала) цей квиток. Зазвичай форми квитків встановлюються та затверджуються нормативними актами (постанови, накази й т.ін.) органів державної та виконавчої влади або організацій-емітентів квитків.

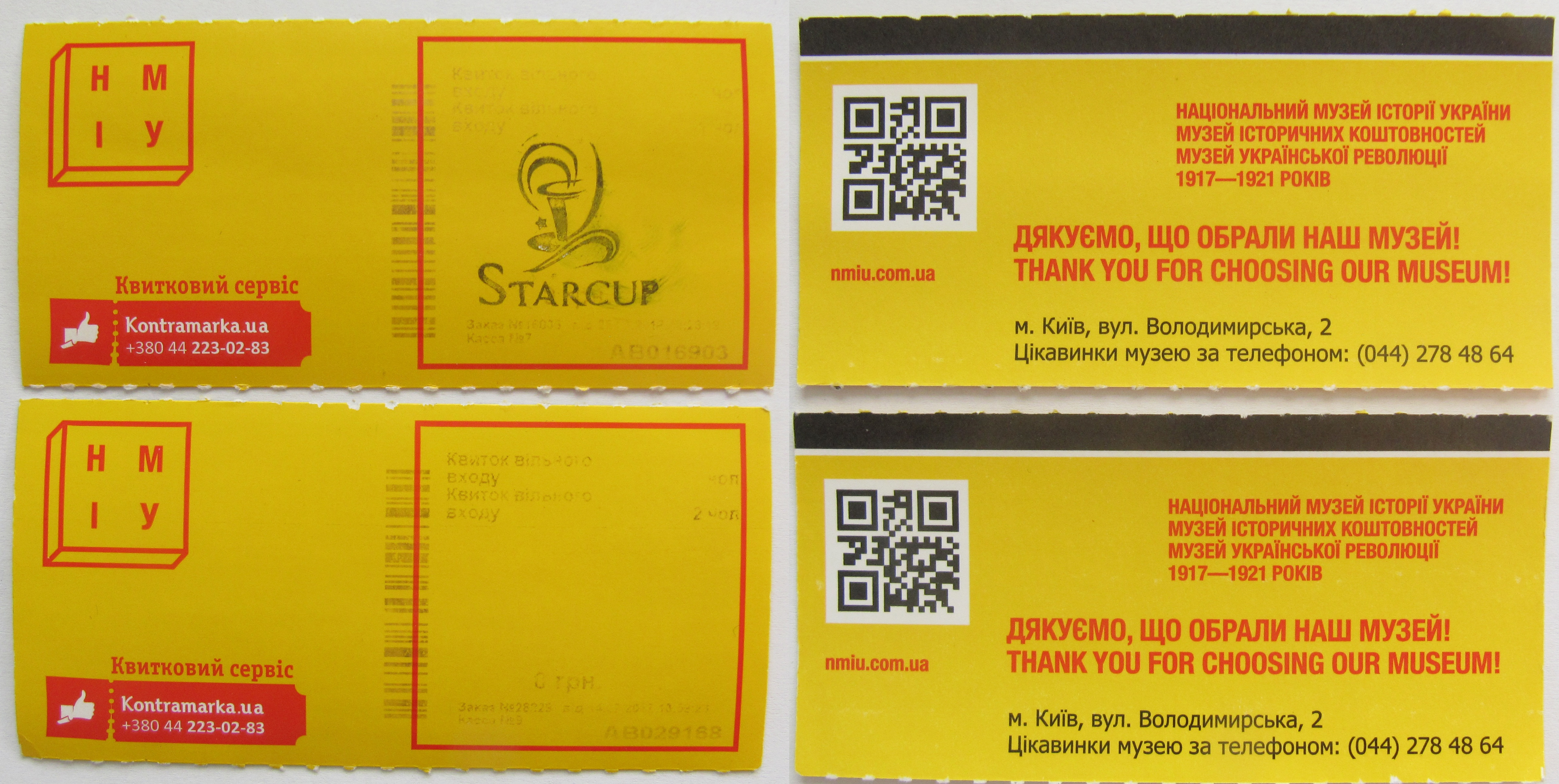
Вхідний квиток до Національного музею історії України (м. Київ)

Використання квитків, з огляду на простоту і зручність, є поширеним при наданні різноманітних послуг: від транспортних перевезень до масових заходів культурного, просвітницького, спортивного та іншого спрямування. Сфера застосування квитків є надзвичайно широкою, тому для визначення особливостей використання квитків для тих чи інших цілей в нормативних актах, які визначають форму та порядок використання квитків, завжди існує окремий пункт (стаття), що дає визначення термінів стосовно певного конкретного використання квитків.

## Види квитків

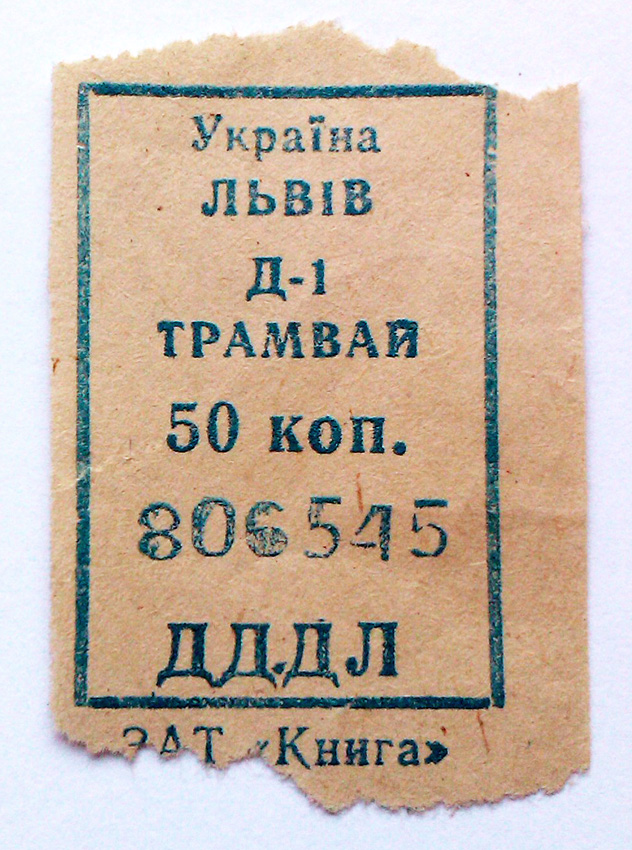
Квиток на проїзд в трамваї (2000 рік)

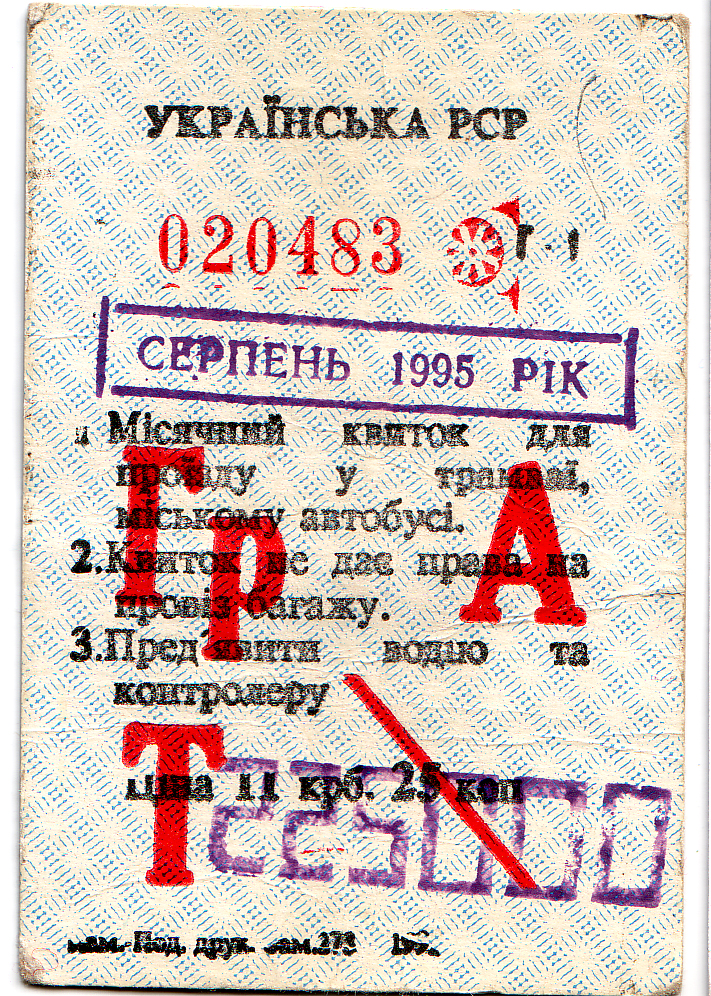
Місячний (багаторазовий) проїзний квиток радянського зразка повної вартості на автобус та трамвай, перевипущений на Серпень 1995 р.

Умовно квитки поділяються на такі групи:
- за сферою використання: на транспорті — квитки на перевезення (проїзд), у музейній, театральній, кіно-концертній діяльності, та інших видах шоу-бізнесу — вхідні квитки і т.ін.;
- за кількістю однотипних послуг: одноразові та багаторазові (на визначену кількість послуг або на визначений термін користання послугою);
- квитки на пред'явника та особові (іменні);
- за розміром оплати вартості послуги споживачем: за повну вартість (повні), за частину вартості (пільгові, наприклад, для дітей, інвалідів, учнів, пенсіонерів тощо) та безоплатні.
- за категорією користувача: службові (для працівників організації-емітента та деяких категорій державних службовців) та загального користування.
- за способом виготовлення: паперові, картонні, пластикові та з електронними елементами контролю (чипами та магнітними стрічками)

## Юридичні аспекти
З точки зору цивільного права квиток є документом, що посвідчує укладення публічного договору між особою-набувачем квитка та організацією-емітентом квитка, тому на бланку квитка повинні бути вказані певні суттєві умови договору: вартість послуги, термін надання (дата) послуги, назва організації-емітента та ін. Оплата вартості квитка набувачем є фактом акцепту такого договору, з умов якого випливають зобов'язання організації-емітента квитка.
Квиток є документом, що посвідчує правовідносини суб'єктів права, тому як виготовлення, так і реалізація фальшивих (або підроблених чи перероблених) квитків є злочином і трактується кримінальним правом як шахрайство.
Користування послугою, яка надається тільки за умови придбання відповідного квитка, без наявності такого квитка (наприклад, безквитковий проїзд у громадському транспорті) є адміністративним правопорушенням і карається штрафом.
Квиток в деяких випадках виконує роль квитанції — документа, що підтверджує факт і розмір витрат. Наприклад, квиток на проїзд у залізничному чи іншому транспорті додається до авансового звіту про витрати на відрядження.